# Park Min-young
Dans ce nom coréen, le nom de famille, Park, précède le nom personnel.
Park Min-young (coréen : 박민영)  est une actrice et mannequin sud-coréenne, née le 4 mars 1986.

## Biographie
Park Min-young est diplômée de l'Université Dongguk.
Elle fait ses débuts d'actrice avec le rôle de Kang Yoo Mi dans la sitcom de MBC Unstoppable High Kick ! en 2006, qui lui a valu le prix de « La meilleure nouvelle actrice ».
En 2007, elle a joué dans de nombreuses séries télévisées, notamment I Am Sam (Je suis professeur) adapté d'un manga japonais, aux côtés de Lee Min-ho et T.O.P., où elle a été mise en couple avec l'acteur Yang Dong-geun.
L'année suivante, elle joue dans le clip Haru Haru du boys band Big Bang, où elle retrouve T.O.P.. Toujours en 2008, on la voit dans la série télévisée horrifique Hometown Legends, dans laquelle elle interprète Lee Myung Ok.
En 2010, elle interprète une jeune fille espiègle qui se déguise en homme, dans le sageuk Sungkyunkwan Scandal,. La distribution comporte d'autres célébrités montantes de l'industrie sud-coréenne, notamment Song Joong-ki et Yoo Ah-in. En dépit de ses audiences modestes, Sungkyunkwan Scandal regroupe une communauté de fans très active : le drama acquiert un statut culte et assoit définitivement la popularité de Park et ses co-stars,. Sa prestation lui permet également de décrocher de nombreux prix.
En 2011, elle incarne Kim Nana, une jeune femme chargée de la sécurité du président sud-coréen, dans la série City Hunter aux côtés de Lee Min-ho, lequel détient le rôle principal. La même année, elle est au casting du mélodrame Glory Jane, où sa performance est couronnée par la récompense de « Meilleure actrice » aux KBS Drama Awards.
En 2012, elle intègre la nouvelle production MBC, Time Slip Dr. Jin.
2014 la voit renouer avec l'action dans Healer, où elle partage l'affiche avec Ji Chang-wook et Yoo Ji-tae.
Très prolifique sur le petit écran, elle s'illustre dans de nombreux dramas romantiques tels que What’s wrong with secretary Kim (2018), Her Private Life (2019) ou Marry My Husband (2024). Ces titres comptent parmi les succès majeurs de la télévision sud-coréenne.
Courant 2025, elle est annoncée à la distribution de The Confidence Man KR, un remake du drama japonais The Confidence Man JP. La série est annoncée comme le premier drama sud-coréen originale produit par Amazon Prime. Park y tient le rôle d'une arnaqueuse, un personnage tenu par Masami Nagasawa dans la version originale.
Elle est en outre très active dans le mannequinat et a associé son image à de nombreuses marques, dont A PIEU, Elle Korea, Compagna, Basic House, Singles, Hight Cut, etc.

## Philanthropie
Le 7 mars 2022, Park Min-Young fait don de 100 millions de ₩ à l'association Hope Bridge Disaster Relief Association : elle soutient ainsi les victimes face à l'incendie de forêt d'Uljin, une catastrophe qui a ravagé le district d'Uljin avant de se propager jusqu'à Samcheok, dans la province du Gangwon.
Le 8 février 2024, Park verse 100 millions de ₩ au Seoul Asan Medical Center Cancer Center pour aider les patients atteints du cancer.

## Vie personnelle
Entre août 2011 et janvier 2012, Park est en couple avec Lee Min-ho, son partenaire de City Hunter.
Après que des photos d'elle au lycée aient été mises en ligne sur le web coréen en novembre 2010, Park Min-young a déclaré lors d'une interview avoir eu recours à la chirurgie esthétique, en effet la jeune femme s'est fait retoucher le nez ainsi que les paupières,.

## Filmographie

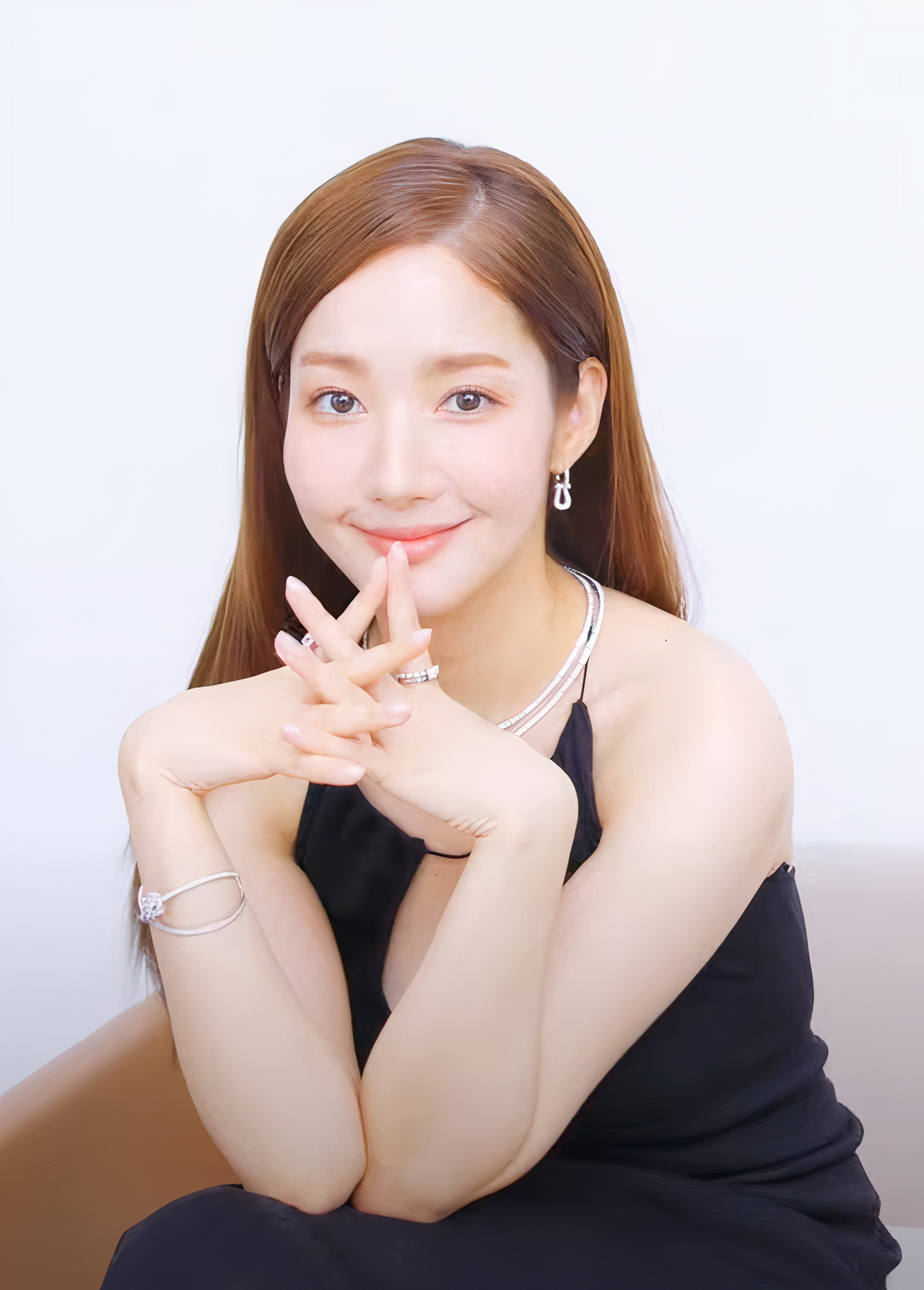
La comédienne en 2022.

| Dramas      | Dramas                           | Dramas                      | Dramas       | Dramas       |
| ----------- | -------------------------------- | --------------------------- | ------------ | ------------ |
| Année       | Titre                            | Rôle                        | Chaîne       | Nationalité  |
| 2006        | Unstoppable High Kick ! (sitcom) | Kang Yoo Mi                 | MBC          | Corée du Sud |
| 2007        | I Am Sam                         | Yoon Eun Byul               | KBS2         | Corée du Sud |
| 2008        | Hometown Legends                 | Lee Myung Ok                | KBS2         | Corée du Sud |
| 2009        | Princess Ja Myung Go             | Princesse Ra Hee            | SBS          | Corée du Sud |
| 2010        | Sungkyunkwan Scandal             | Kim Yoon-Hee / Kim Yoon-Sik | KBS2         | Corée du Sud |
| 2010        | Running                          | Moon Haeng-Joo              | MBC          | Corée du Sud |
| 2011        | Glory Jane                       | Yoon Jae In                 | KBS          | Corée du Sud |
| 2011        | City Hunter                      | Kim Nana                    | SBS          | Corée du Sud |
| 2012        | Time Slip Dr. Jin                | Yoo Mi-Na / Hong Young-Rae  | MBC          | Corée du Sud |
| 2014        | Healer                           | Chae Young Shin             | KBS2         | Corée du Sud |
| 2014        | A New Leaf                       | Lee Ji Yoon                 | MBC          | Corée du Sud |
| 2015        | Remember                         | Lee In-A                    | SBS          | Corée du Sud |
| 2017        | Queen For Seven Days             | Shin Chae-Kyung             | KBS2         | Corée du Sud |
| 2018        | What’s wrong with secretary Kim  | Kim Mi-so                   | tvN          | Corée du Sud |
| 2019        | Her Private Life                 | Seong Deok-Mi               | tvN          | Corée du Sud |
| 2020        | When the Weather is fine         | Mok Hae-Won                 | JTBC         | Corée du Sud |
| 2022        | Forecasting Love and Weather     | Jin Ha-kyung                | JTBC         | Corée du Sud |
| 2022        | Love in contract                 | Choi Sang-Eun               | TVN          | Corée du Sud |
| 2023 - 2024 | Castle in the Time               | Xu Zhen                     | LaLa TV      | Chine        |
| 2024        | Marry My Husband                 | Kang Ji Won                 | TVN          | Corée du Sud |
| 2024        | Braveness of the Ming            | Xie Yu Fei                  | LeTV         | Chine        |
| 2025        | The Confidence Man KR            | Yun I Rang                  | Amazon Prime | Corée du Sud |
| A venir     | Siren                            | ?                           | TVN          | Corée du Sud |

### Films
- 2011 : The Cat (film d'horreur) : Soyeon

### Apparition dans des clips
| Année | Titre             | Artistes |
| 2009  | A Love Story      | Gavy NJ  |
| 2008  | Haru Haru         | Big Bang |
| 2007  | Don't Say Goodbye | I        |

## Récompenses

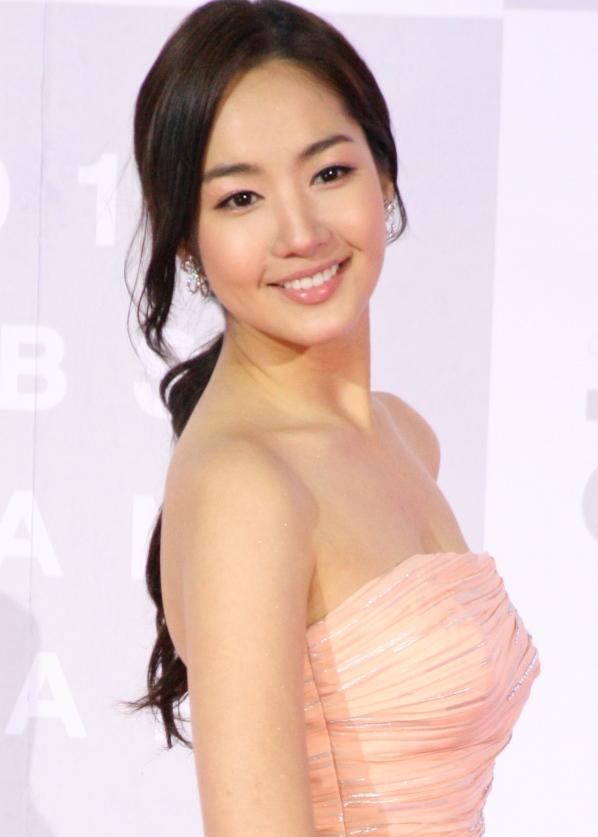
Park Min-young lors des KBS Drama Awards de 2010, où sa performance pour Sungkyunkwan Scandal a été largement encensée.

| Année | Cérémonie                  | Catégorie                                                                                       | Résultat |
| ----- | -------------------------- | ----------------------------------------------------------------------------------------------- | -------- |
| 2014  | KBS Drama Awards           | Excellence Award, Drama Series - « Meilleure actrice » pour Healer                              | Lauréat  |
| 2011  | KBS Drama Awards           | Excellence Award, Drama Series - « Meilleure actrice » pour Glory Jane                          | Lauréat  |
| 2010  | KBS Drama Awards           | Excellence Award, Drama Series - « Meilleure actrice » pour Sungkyunkwan Scandal                | Lauréat  |
| 2010  | KBS Drama Awards           | Netizens Award, pour Sungkyunkwan Scandal                                                       | Lauréat  |
| 2010  | KBS Drama Awards           | « Récompense du meilleur couple avec Micky Yoochun », pour Sungkyunkwan Scandal                 | Lauréat  |
| 2008  | KBS Drama Awards           | Special Drama/One Act Drama, « Meilleure actrice » pour Hometown of Legends                     | Lauréat  |
| 2007  | KBS Drama Awards           | « Récompense de la meilleure nouvelle actrice », pour I Am Sam                                  | Lauréat  |
| 2007  | MBC Drama Awards           | « Récompense de la meilleure nouvelle actrice », Catégorie Sitcom, pour Unstoppable High Kick ! | Lauréat  |
| 2007  | Asia Model Festival Awards | « Récompense de la meilleure mannequin »                                                        | Lauréat  |